# Antonio Mira de Amescua
Antonio Mira de Amescua (né à Guadix, Grenade, 17 janvier 1577 et mort le 8 septembre 1644) est un poète et dramaturge espagnol.

## Biographie
Issu d'une relation extra conjugale entre deux nobles, Melchor de Amescua y Mira et Melchor de Amescua y Mira, Antonio est éduqué par l'évêque de Guadix.
En 1599 il reçoit un diplôme en théologie et se fait appeler « Docteur Mira de Amescua ».
En 1601 son père meurt dans une bagarre.
Il est ordonné prêtre en 1610 mais néglige sa profession pour se consacrer à la littérature.
Il est l'aumônier de Ferdinand d'Autriche de 1616 à 1626.

## Œuvres
- Amour, ingéniosité et femme
- Silence en une bonne occasion ou Mort vivant et enterré
- Prudence vs. Prudence
- Quatre miracles d’amour
- La protection des hommes
- Le gentleman sans nom
- Le comte d’Alarcos
- L’homme de la plus grande renommée
- Le marquis de Las Navas
- Le noir du meilleur maître
- Le saint à naître et martyr sans mourir
- Le troisième de sa dame
- Hero et Leandro
- L’Adultère vertueuse
- La fille de Carlos Quinto
- La juive de Tolède
- La plus grande fierté humaine de Nabuchodonosor
- Le Mont de la Piété
- L’aventure du laid
- Les malheurs du roi Alphonse
- Ce que ce n’est pas de se marier à l’aise
- Il n’y a pas de règne en tant que vivant

### Comédies
- Le prophète animal
- L’esclave du diable
- Le martyr de Madrid
- L’aubergiste du ciel
- Vie et mort de la religieuse du Portugal
- Vie et mort de saint Lazare

- Harpe de David
- L’ongle de Jaël
- La captivité la plus heureuse et les rêves de Josef
- Les riches gourmands
- Les Prodiges du Bâton et capitaine d’Israël

- La maison de tahúr
- Le Phénix de Salamanque
- Le tiers de lui-même
- Ce qu’un soupçon peut
- Pas de taquineries avec les femmes

- Le palais confus
- Examinez-vous comme un roi
- Battement de cœur, courageux et discret

- Le plus grand exemple de misère
- La fortune défavorable d’Álvaro de Luna
- La fortune défavorable de Bernardo de Cabrera
- La fortune prospère d’Álvaro de Luna
- La fortune prospère de Bernardo de Cabrera
- La Roue de la Fortune
- Il n’y a ni joie ni misère jusqu’à la mort

- Le premier comte de Flandre.
- La confusion en Hongrie
- La malheureuse Rachel
- Les Lises de France
- Les mineurs de charbon de France
- Nardo Antonio, bandit
- Forcez contre votre sang

- Ce qui peut entendre la messe

- L’héritier
- Le soleil de minuit
- Le serment du prince
- Les épreuves du Christ
- Pedro Telonario

### Poèmes
- Octaves à la venue du prince de Galles (1623)
- Dixièmes de la ville de Grenade
- À un poète bossu qui a utilisé les œuvres d’autres personnes, contre Juan Ruiz de Alarcón
- Fable d’Actéon et Diane